# 2001 no desporto

## Eventos

### Automobilismo
- 18 de fevereiro - Dale Earnhardt, heptacampeão da NASCAR, morre após sofrer acidente na Daytona 500. O piloto norte-americano teve um acidente na última curva da última da volta em Daytona, prova de abertura.[1]
- 4 de março - Ao abrir a 5ª volta, na disputa pela 6ª posição no GP da Austrália,[2] o canadense Jacques Villeneuve (BAR) pressionava o alemão Ralf Schumacher (Williams) e na aproximação para a curva 3, Ralf freou e foi abalroado pelo canadense, que decolou em direção ao muro a mais de 250 km/h e bateu forte. No impacto, um dos pneus bateu na cabeça do comissário Graham Beveridge e feriu pelo menos mais sete torcedores. O fiscal teve severas lesões torácicas e foi levado ao hospital, mas foi anunciado morto ainda com a corrida em andamento, aos 52 anos.[3] Villeneuve e Ralf saíram ilesos do acidente.[4]
- 1 de abril - Michael Schumacher larga na pole position e tendo Ralf Schumacher ao seu lado no GP do Brasil. É a primeira vez que dois irmãos dividem a primeira fila em um grid de largada na Fórmula 1.[5]
- 15 de abril - Ralf Schumacher vence o GP de San Marino, sua primeira vitória na Fórmula 1. Pela primeira vez, o irmão de uma piloto vencedor vence uma prova de F-1.[6]
- 27 de maio - Helio Castro Neves vence as 500 Milhas de Indianápolis.[7] Ele é o nono piloto estreante a vencer a tradicional prova.[8]
- 10 de junho - Ralf Schumacher vence o GP do Canadá e Michael Schumacher em 2º lugar. Inédito na Fórmula 1 dois irmãos fazendo dobradinha (1-2) em uma prova no Mundial.[9]
- 19 de agosto - Michael Schumacher vence o GP da Hungria e torna-se tetracampeão mundial de Fórmula 1 com quatro provas de antecedência.
- 2 de setembro - Takuma Sato é campeão da Fórmula 3 Inglesa.[10] É o primeiro título de um piloto do Japão e também da Ásia no campeonato automobilístico britânico.
  - Michael Schumacher vence o GP da Bélgica, a sua 52ª vitória na carreira, superando as 51 de Alain Prost. A prova é marcada pelo acidente de Luciano Burti numa disputa de posição com Eddie Irvine.[11]
- 14 de setembro - A McLaren anuncia a contratação de Kimi Raikkonen para a temporada de 2002. O finlandês vem para ocupar o lugar do compatriota Mika Hakkinen.[12]
- 15 de setembro - Alessandro Zanardi perde as pernas num acidente no oval de Lausitzring na Fórmula Indy.[13]
- 16 de setembro - Juan Pablo Montoya vence o GP da Itália, Monza, a sua primeira vitória na carreira, assim como da Colômbia na categoria.[14]
- 30 de setembro - Mika Hakkinen vence o GP dos Estados Unidos, a sua 20ª e última vitória na carreira.[15]
- 14 de outubro - O GP do Japão é a última prova na carreira de Jean Alesi e de Mika Hakkinen.[16]
- 28 de outubro - Gil de Ferran termina em 4º lugar em Surfers Paradise, na Austrália, e garante o bicampeonato com uma prova de antecedência na Fórmula Indy.[17]

### Futebol
- 9 de janeiro - O Superior Tribunal de Justiça Desportiva confirmou a decisão do Clube dos Treze por unanimidade pela realização de um novo jogo entre Vasco X São Caetano. O jogo foi marcado para 18 de janeiro, no estádio do Maracanã.[18]
- 18 de janeiro - O Vasco vence o São Caetano por 3 a 1, campeão da Copa João Havelange, o Campeonato Brasileiro de 2000. O cruzmaltino é tetracampeão brasileiro. No jogo de ida, ele empatou em 1 a 1 no Palestra Itália, em São Paulo.
- 11 de abril - A Austrália venceu a Samoa Americana por 31 X 0 pelas Eliminatórias da OFC para a Copa do Mundo de Futebol de 2002, sendo a maior goleada já registrada na história desse esporte.
- 23 de maio - O Bayern München vence o Valencia nos pênaltis por 5 a 4 (empate por 1 a 1 no tempo normal) e se torna campeão da Liga dos Campeões da Europa pela quarta vez.[19]
- 27 de maio - O Flamengo sagra-se tricampeão carioca ao derrotar o Vasco da Gama por 3 a 1, no Maracanã lotado.
- 17 de junho - O Grêmio vence o Corinthians por 3 a 1 no Morumbi e conquista a Copa do Brasil pela quarta vez.
- 28 de junho - O Boca Juniors vence o Cruz Azul por 3 a 1 na disputa por pênaltis e conquista pela quarta vez a Libertadores da América.[20]
- 11 de julho - O Náutico torna-se campeão estadual no ano do seu centenário e impede o Sport de se tornar hexacampeão.
  - O Flamengo conquista a Copa dos Campeões.
- 27 de novembro - O Bayern Munchen vence o Boca Juniors por 2 a 1 (1 a 1 no tempo normal e 1 a 0 na prorrogação) e torna-se campeão intercontinental pela segunda vez.[21]
- 23 de dezembro - O Atlético Paranaense vence o São Caetano por 1 a 0 no Anacleto Campanella, em São Caetano do Sul, sagrando-se campeão brasileiro. No jogo de ida, o Rubro-Negro paranaense venceu na Arena da Baixada, em Curitiba, pelo placar de 4 a 2.[22]

## Nascimentos
| Data            | Nome                            | Profissão             | Nacionalidade     | Observações | Ref |
| --------------- | ------------------------------- | --------------------- | ----------------- | ----------- | --- |
| 1 de janeiro    | Yacer Larouci                   | futebolista           | Argélia           |             |     |
| 2 de janeiro    | Camila Gomes                    | futebolista           | Brasil            |             |     |
| 2 de janeiro    | Wakaba Higuchi                  | Patinadora Artística  | Japão             |             |     |
| 9 de janeiro    | Nathan Torquato                 | taekwondo paralímpico | Brasil            |             |     |
| 9 de janeiro    | Rodrygo                         | futebolista           | Brasil            |             |     |
| 9 de janeiro    | Eric García                     | futebolista           | Espanha           |             |     |
| 14 de janeiro   | Cora Jade                       | lutadora              | Estados Unidos    |             |     |
| 17 de janeiro   | Enzo Fernández                  | futebolista           | Argentina         |             |     |
| 18 de janeiro   | Sebastian Priaulx               | piloto                | Inglaterra        |             |     |
| 19 de janeiro   | Elif Şahin                      | Voleibolista          | Turquia           |             |     |
| 21 de Janeiro   | Víctor Mollejo                  | futebolista           | Espanha           |             |     |
| 22 de janeiro   | Strahinja Eraković              | futebolista           | Sérvia            |             |     |
| 23 de janeiro   | Lucas Lourenço                  | futebolista           | Brasil            |             |     |
| 23 de janeiro   | Edvard Tagseth                  | futebolista           | Noruega           |             |     |
| 24 de janeiro   | Luiz Gabriel Oliveira           | boxeador              | Brasil            |             |     |
| 27 de janeiro   | Thomas Ceccon                   | nadador               | Itália            |             |     |
| 30 de janeiro   | Curtis Jones                    | futebolista           | Inglaterra        |             |     |
| 1 de fevereiro  | Nabil Touaizi                   | futebolista           | Espanha           |             |     |
| 4 de fevereiro  | Cassiel Rousseau                | nadador               | Austrália         |             |     |
| 7 de fevereiro  | Pedro De la Vega                | futebolista           | Argentina         |             |     |
| 11 de fevereiro | Adam Idah                       | futebolista           | República Irlanda |             |     |
| 12 de fevereiro | Khvicha Kvaratskhelia           | futebolista           | Geórgia           |             |     |
| 19 de fevereiro | Lee Kang-in                     | futebolista           | Coreia do Sul     |             |     |
| 21 de fevereiro | Júlia Bergmann                  | Vôleibolista          | Brasil            |             |     |
| 21 de fevereiro | Jagger Eaton                    | skatista              | Estados Unidos    |             |     |
| 25 de fevereiro | Igor Jesus                      | Futebolista           | Brasil            |             |     |
| 1 de março      | Vinícius Paiva                  | Futebolista           | Brasil            |             |     |
| 1 de março      | João Fernando Monteiro Siqueira | Futebolista           | Brasil            |             |     |
| 3 de março      | Léo Linck                       | futebolista           | Brasil            |             |     |
| 10 de março     | Charles De Ketelaere            | futebolista           | Bélgica           |             |     |
| 11 de março     | Rebeca de Souza Silva           | judoca paralímpica    | Brasil            |             |     |
| 13 de março     | Alice Kinsella                  | ginasta               | Reino Unido       |             |     |
| 16 de março     | Anis Ben Slimane                | futebolista           | Tunísia Dinamarca |             |     |
| 17 de março     | Johnny Juzang                   | basquetebolista       | Vietnã            |             |     |
| 24 de março     | William Saliba                  | futebolista           | França            |             |     |
| 27 de março     | Gustavo Ribeiro                 | Skatista              | Portugal          |             |     |
| 1 de abril      | Matheus Pucinelli de Almeida    | tenista               | Brasil            |             |     |
| 6 de abril      | Oscar Piastri                   | automobilista         | Austrália         |             |     |
| 11 de abril     | Manuel Ugarte                   | futebolista           | Uruguai           |             |     |
| 13 de abril     | Neco Williams                   | futebolista           | País de Gales     |             |     |
| 23 de abril     | Gastón Verón                    | futebolista           | Argentina         |             |     |
| 25 de abril     | Kevin Berlín                    | nadador               | México            |             |     |
| 26 de abril     | Thiago Almada                   | futebolista           | Argentina         |             |     |
| 2 de maio       | Wanderley Pereira               | Boxeador              | Brasil            |             |     |
| 2 de maio       | Yerson Mosquera                 | futebolista           | Colômbia          |             |     |
| 6 de maio       | Úmaro Embaló                    | futebolista           | Portugal          |             |     |
| 7 de maio       | JP Galvão                       | futebolista           | Brasil            |             |     |
| 8 de maio       | Jordyn Huitema                  | futebolista           | Canadá            |             |     |
| 18 de maio      | Duda Sampaio                    | futebolista           | Brasil            |             |     |
| 19 de maio      | Supha Sangaworawong             | nadador e ator        | Tailândia         |             |     |
| 22 de maio      | Joshua Zirkzee                  | futebolista           | Holanda           |             |     |
| 23 de maio      | Brennan Johnson                 | futebolista           | País de Gales     |             |     |
| 24 de maio      | Strahinja Pavlović              | futebolista           | Sérvia            |             |     |
| 26 de maio      | Vinícius Rangel                 | ciclista              | Brasil            |             |     |
| 4 de junho      | Takefusa Kubo                   | futebolista           | Japão             |             |     |
| 11 de junho     | Billy Gilmour                   | futebolista           | Escócia           |             |     |
| 16 de junho     | Victor Martins                  | automobilista         | França            |             |     |
| 18 de junho     | Gabriel Martinelli              | futebolista           | Brasil            |             |     |
| 20 de junho     | Gonçalo Ramos                   | futebolista           | Portugal          |             |     |
| 20 de junho     | Gustavo Mantuan                 | futebolista           | Brasil            |             |     |
| 26 de junho     | Benny Wizani                    | ginasta de trampolim  | Áustria           |             |     |
| 5 de julho      | Alou Kuol                       | futebolista           | Austrália         |             |     |
| 7 de julho      | Paul Juda                       | ginasta               | Estados Unidos    |             |     |
| 12 de julho     | Kieran Reilly                   | Ciclista BMX          | Inglaterra        |             |     |
| 12 de julho     | Pelayo Morilla                  | futebolista           | Espanha           |             |     |
| 14 de julho     | Brancolini                      | futebolista           | Itália            |             |     |
| 18 de julho     | Enzo Fittipaldi                 | automobilista         | Brasil            |             |     |
| 20 de julho     | Brad Benavides                  | automobilista         | Estados Unidos    |             |     |
| 27 de julho     | Killian Hayes                   | basquetebolista       | Estados Unidos    |             |     |
| 31 de julho     | Dora Varella                    | skatista              | Brasil            |             |     |
| 5 de agosto     | Ethan Laird                     | futebolista           | Inglaterra        |             |     |
| 7 de agosto     | Daiki Hashimoto                 | ginasta               | Japão             |             |     |
| 14 de agosto    | Figueiredo                      | futebolista           | Brasil            |             |     |
| 16 de agosto    | Jannik Sinner                   | Tenista               | Itália            |             |     |
| 16 de agosto    | Danielle Aitchison              | Atleta Paralímpica    | Nova Zelândia     |             |     |
| 17 de agosto    | Lin Yun-ju                      | mesa-tenista          | Taiwan            |             |     |
| 27 de agosto    | Franz Wagner                    | basquetebolista       | Alemanha          |             |     |
| 5 de setembro   | Bukayo Saka                     | futebolista           | Inglaterra        |             |     |
| 9 de setembro   | Henrique Jocú                   | futebolista           | Portugal          |             |     |
| 10 de setembro  | Geovana Meyer                   | tiro esportivo        | Brasil            |             |     |
| 11 de setembro  | Joseph Fahnbulleh               | atleta                | Estados Unidos    |             |     |
| 12 de setembro  | Emma Lombardi                   | triatleta             | França            |             |     |
| 19 de setembro  | Yaroslava Mahuchikh             | atleta                | Ucrânia           |             |     |
| 22 de setembro  | Ayumu Iwasa                     | automobilista         | Japão             |             |     |
| 23 de setembro  | Eduardo Barrichello             | automobilista         | Brasil            |             |     |
| 26 de setembro  | Laurin Heinrich                 | piloto                | Alemanha          |             |     |
| 1 de outubro    | Mason Greenwood                 | futebolista           | Inglaterra        |             |     |
| 3 de outubro    | Raïsa Schoon                    | voleibolista          | Países Baixos     |             |     |
| 5 de Outubro    | Jonatan Hellvig                 | Vôlei de praia        | Suécia            |             |     |
| 5 de outubro    | Martinelli                      | futebolista           | Brasil            |             |     |
| 20 de outubro   | Lucas Mezenga                   | futebolista           | Brasil            |             |     |
| 24 de outubro   | Ana Carolina Vieira             | Nadadora              | Brasil            |             |     |
| 2 de novembro   | Moisés Caicedo                  | futebolista           | Equador           |             |     |
| 3 de novembro   | Sora Shirai                     | skatista              | Japão             |             |     |
| 5 de novembro   | Roxanne Perez                   | lutadora              | Estados Unidos    |             |     |
| 6 de novembro   | Naomie Feller                   | futebolista           | França            |             |     |
| 26 de novembro  | Jack Jenkins                    | futebolista           | Inglaterra        |             |     |
| 3 de dezembro   | Guilherme Teodoro               | Mesa-tenista          | Brasil            |             |     |
| 17 de dezembro  | Abde Ezzalzouli                 | futebolista           | Marrocos          |             |     |
| 19 de dezembro  | Lena Oberdorf                   | futebolista           | Alemanha          |             |     |
| 20 de dezembro  | David Åhman                     | Vôlei de praia        | Suécia            |             |     |
| 20 de dezembro  | Facundo Pellistri               | futebolista           | Uruguai           |             |     |
| 21 de dezembro  | Siriki Sanogo                   | futebolista           | Costa do Marfim   |             |     |
| 22 de dezembro  | Markus Rooth                    | Decatleta             | Noruega           |             |     |
| 22 de dezembro  | Jack Draper                     | tenista               | Reino Unido       |             |     |
| 24 de dezembro  | Emma Weyant                     | Nadadora              | Estados Unidos    |             |     |

## Mortes
| Data            | Nome                      | Profissão                         | Nacionalidade             | Observações | Ref    |
| --------------- | ------------------------- | --------------------------------- | ------------------------- | ----------- | ------ |
| 12 de janeiro   | Adhemar Ferreira da Silva | atleta                            | Brasil                    | n. 1927     | [ 23 ] |
| 18 de fevereiro | Dale Earnhardt            | piloto de stock cars              | Estados Unidos            | n. 1951     |        |
| 1 de março      | Zinaida Voronina          | ginasta                           | União Soviética           | n. 1947     |        |
| 25 de abril     | Michele Alboreto          | piloto de fórmula 1               | Itália                    | n. 1956     |        |
| 26 de maio      | Vittorio Brambilla        | piloto de fórmula 1               | Itália                    | n. 1937     |        |
| 8 de julho      | Ernst Baier               | patinador artístico               | Alemanha                  | n. 1905     |        |
| 15 de agosto    | Richard Chelimo           | atleta, fundista                  | Quênia                    | n. 1972     |        |
| 25 de agosto    | Ken Tyrrell               | construtor de carros de fórmula 1 | Reino Unido               | n. 1924     |        |
| 17 de setembro  | David Kipiani             | futebolista                       | União Soviética / Geórgia | n. 1951     |        |
| 18 de outubro   | Micheline Ostermeyer      | atleta                            | França                    | n. 1922     |        |
| 24 de novembro  | Donald McPherson          | patinador artístico               | Canadá                    | n. 1945     |        |
| 18 de dezembro  | Kira Ivanova              | patinadora artística              | União Soviética           | n. 1963     |        |